# Okno-S
 (octobre 2020).
Okno-S est une installation militaire russe de surveillance spatiale utilisée pour identifier et analyser les orbites de satellites et d’autres objets spatiaux. Il est géré par les forces spatiales russes. Il est aussi un complément de la station d’Okno à Nurak, au Tadjikistan. On en sait très peu sur l'installation, y compris son emplacement précis. Il y a eu des spéculations sur les différences entre Okno et Okno-S, mais il n’y a eu aucune confirmation de sources officielles.

## Okno
Okno est décrit comme une installation optique-électronique qui utilise des télescopes pour suivre les satellites et les engins spatiaux entre 2 000 et 4 000 kilomètres au-dessus de la Terre. Il est situé à haute altitude, à 2 200 mètres, près de l’observatoire astronomique civil de Sanglok. 

## Plan prévu
On sait peu de choses sur Okno-S. Le projet a commencé à l’usine mécanique de Krasnogorsk en 1980, sous la direction de VS Chernova, et la conception initiale a été achevée en 1985 . En 1989, l’entrepreneur militaire russe Vympel a publié un projet de conception d'un certain nombre de complexes de surveillance spatiale y compris Okno-S . 
Un analyste, Sean O’Connor, a déclaré que le plan initial prévoyait quatre installations Okno et quatre installations Okno-S. Ce nombre a ensuite été réduit à un en Ukraine et à un en Russie orientale. Un rapport de Lenta.ru en 2004 indiquait qu’un Okno-S était en construction. 

## Emplacement
Des sources s’accordent sur l’emplacement approximatif du site dans le kraï du Primorie, en Extrême-Orient russe. Il est décrit comme étant sur Gora Lysaya (en Russie: « Bald Mountain ») près de Spassk-Dalny, au nord de Vladivostok . Un emplacement estimé par Allen Thomson est de 44°46′N 131°43′E / 44.76°N 131.71°E, mais il y a aussi deux autres montagnes appelées Gora Lysaya plus proche de Vladivostok à 43°28′N 134°46′E / 43.467°N 134.767°E et à 44°49′N 135°28′E / 44.817°N 135.467°E . Les photos panoramiques dans Google Earth montrent une Lysaya Gora à 44,380 N, 132,946 E, assez proche de Spassk-Dalni. Sean O’Connor déclare que le manque de bonne photographie par satellite empêche les chercheurs en intelligence open source d’identifier l’emplacement précis. 

## Établissement
Il y a des spéculations sur « en quoi consiste réellement l’installation? » sur les différences entre Okno et Okno-S. Sean O’Connor dit qu’il ne couvre que la région entre Modèle:Altitude au-dessus de la Terre, fournissant des informations sur les satellites en orbite géostationnaire. Quelque chose dans le sourcebook FAS dit que le site a deux composants. Cela dit que « GRAU 60Zh6 » couvre les engins sur des orbites plus élevées et « 59Zh6 » et « 57Zh6 » couvre les engins en orbite inférieure . L’ensemble de l’installation porte le nom d’Object 2327S . 

## Autres installations
Primorsky Krai est montagneux et possède d’autres installations spatiales et astronomiques. Couronne-N, un autre centre de surveillance de l’espace militaire se trouve près de Nakhodka à 42°56′N 132°34′E / 42.93°N 132.57°E. L’unité militaire 20096 obtient les coordonnées et les caractéristiques réfléchissantes des objets spatiaux et transmet ces informations à un système unifié. Un observatoire solaire civil, l’Oussuriysk Astrophysical Observatory, se trouve à Ussuriysk.